# (10581) Jeníkhollan
10581 Jenikhollan (1995 OD1) – planetoida z pasa głównego asteroid okrążająca Słońce w ciągu 5,22 lat w średniej odległości 3,01 j.a. Odkryta 30 lipca 1995 roku.